# Бондаренко Іван Михайлович
Іва́н Миха́йлович Бондаре́нко (11 жовтня 1873, Азов, Область Війська Донського — 16 серпня 1911, Карпове, Одеський повіт, Херсонська губернія — дослідник історії Західної Європи, української культури.

## Життєпис та науковий доробок
Народився 11 жовтня 1873 в місті Азов у родині селянина.
П'ять років навчався в Азовській чоловічій прогімназії, завершував навчання в Ніжинській гімназії. Наставником і керівником в Ніжинській гімназії був вчитель історії і географії І. Сребницький. У липні 1892 поступає до Московського університету. За участь у студентських революційних зібраннях, зокрема, у «Союзній Раді сорока п'яти земляцтв», був заарештований і виключений з університету «без права знову поступати у вищі навчальні заклади, і забороною педагогічної діяльності».
У вересні 1900 зарахований студентом історико-філологічного факультету Імператорського Новоросійського університету, де поринув у наукові пошуки. Допомагало знання античних та європейських мов. На другому курсі (1902) його робота «Критична оцінка теорій походження міської організації на підставі даних з історії виникнення міст в Англії» була висунута на конкурс. Науковим керівником був Є. Щепкін. В 1903 ця робота була відзначена історико-філологічним факультетом Імператорського Новоросійського університету золотою медаллю. Пізніше, доповнена і розширена, вона була надрукована у «Летописи трудов историко-филологического общества при ИНУ», а у 1904 вийшла окремим виданням. Тоді ж завершує навчання в ІНУ з дипломом 1-го ступеня. Всупереч бажанню Є. Щепкіна залишити обдарованого студента для підготовки до професорського звання по кафедрі всесвітньої історії, попечитель Одеської навчальної округи «не признал возможным удовлетворить прошение».
Під час революції восени 1905 брав участь в українському національному русі, був одним із організаторів "Українського товариства «Просвіта» в Одесі, виступав на вечорах «Просвіти» з рефератами (про Є. Гребінку, Гарібальді). На основі прочитаних рефератів публікувались наукові статті в часописах та виходили окремі книги. Водночас наполегливо працював в 1906—1907 під керівництвом професора І. Іванова над дисертацією «Соціальний лад за занепаду Римської імперії». Паралельно працював в ІНУ завідувачем історико-філологічним кабінетом. 1907 прийнято до Українського Наукового Товариства у Києві. Разом з М. Комаровим представляв у цьому товаристві Одесу. У березні 1909 після захисту дисертації було присуджено ступінь магістра. Через рік після прочитаних двох лекцій з всесвітньої історії затверджений у серпні 1910 приват-доцентом Імператорського Новоросійського університету. Після закриття «Просвіти» в Одесі вступив до «Одеського Українського Клубу» (член літературної комісії при «Українському клубі»).
16 серпня 1911, вчинивши самогубство, загинув під колесами потягу на ст. Карпове. Похований без хреста та огорожі на краю цвинтаря с. Будячки. "Невдача на службі та родинна скрута довели його м’яку, лагідну вдачу до страшного кінця, поставивши руба питання — чи варто жити серед холодного, зрадливого світу. Розв’язку цього питання знайшов небіжчик під колесами локомотива". (Сергій Єфремов).
Іван Бондаренко співробітничав з першою українською газетою "Рада" (зокрема, дорожні нотатки "Дніпром", видрукувані у серпні 1909).
Спогади про нього залишили Сергій Єфремов, Євген Чикаленко.

## Праці
- Критическая оценка теорий происхождения городской организации на основании данных по истории возникновения городов в Англии. — Одеса, 1902;
- Английский город в средние века. — Одеса, 1904;
- Социальный строй при упадке Римской империи. — Одеса, 1907;
- Про Гарібальді — борця за волю італійського народу. — Одеса, 1908.